# Idja
«Idja» — дебютний студійний альбом фінського фольк-метал-гурту Shaman, який пізніше почав мати назву Korpiklaani. Реліз відбувся 8 січня 1999 року. Тексти пісень північносаамською мовою.

## Список композицій
1. "Ođđa máilbmi" — 4:15
2. "Idja" — 3:24
3. "Ulda" — 4:23
4. "Vuojan" — 4:33
5. "Riehču" — 4:07
6. "Giella" — 2:41
7. "Festet" — 2:27
8. "Orbina" — 3:59
9. "It šat duolmma mu" — 3:26
10. "Ostir böö" — 3:46
11. "Hunka lunka" — 2:05
12. "Suollemaš bahčči" — 3:03

## Учасники запису
- Йонне Ярвеля — вокал, йойк, електрогітара, акустична гітара, шаманський барабан, ударні
- Юке Еракангас — ударні, клавішні, задній вокал
- Ілкка Кіпелаінен — бас-гітара
- Теро Пііраінен — гітари, клавішні, спів- та задній вокал